# オスリャービャ (大型揚陸艦)
オスリャービャ(ロシア語:Ослябяアスリャービャ)は、ロシア連邦の大型揚陸艦(Большой десантный корабль)である。

## 艦名
艦名はクリコヴォの戦いにおけるロシアの英雄「ロジオン・オスリャービャ」に因んだもので、歴代のロシア艦艇に使用された由緒ある艦名である。
ロジオン・オスリャービャはモスクワ大公国の保護下にあった至聖三者聖セルギイ大修道院の修道士で、1380年に大公ドミートリイ・ドンスコイがママイ汗率いるジョチ・ウルスの軍勢と対峙した際、アレクサンドル・ペレスヴェートとともにモスクワ軍に参加、「タタールのくびき」からの解放の契機となったこの戦いにおいて大きなる武功を挙げた。ロシアでは伝統的にオスリャービャとペレスヴェートの名を艦船名に用いており、大型揚陸艦オスリャービャの姉妹艦もペレスヴェートと命名されている。歴代の艦の中では、ともに日露戦争に参加した戦艦の名として知られている。

## 艦歴
オスリャービャは、ポーランド人民共和国で開発された775号計画型大型揚陸艦の14番艦BDK-101(БДК-101エームデーカー・ストー・アヂーン)として、グダニスクの「ヴェステルプラッテの英雄記念」北造船所(現・株式会社「北造船所」)で建造された。工場番号は、No.775/14であった。1981年12月19日に竣工すると、ソ連海軍に引き渡され太平洋艦隊に配備された。
1985年から1986年にかけて、また1990年から1990年にかけての期間、BDK-101は軍事任務を帯びてインド洋航海に赴いた。1986年の任務では、イエメン紛争の勃発に伴い、同国からソ連市民を救出するため南イエメンのアデンに赴いた。エチオピア・エリトリア国境紛争に関連する1991年の任務では、エチオピアのノクラからソ連市民を救出した。

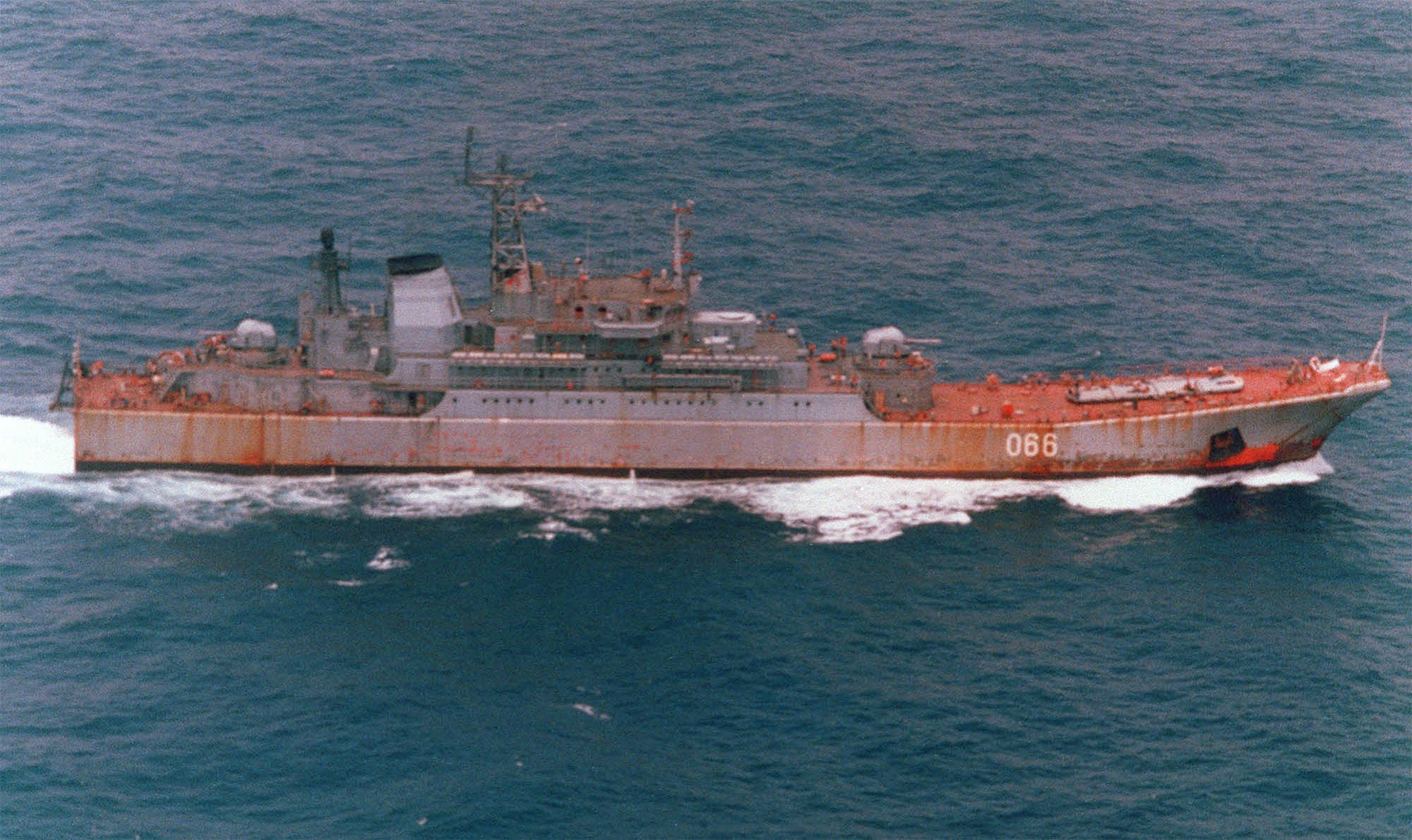
1994年6月10日に撮影されたBDK-101

その年末にソ連は崩壊し、BDK-101は所属をロシア海軍に移すこととなった。その後、BDK-101は1996年と1997年、1999年にカムチャツカ半島で艦隊内での物資輸送に用いられた。1999年末には、ヴラジヴォストークのダリザヴォートにてオーバーホールを受けた。
2006年2月17日には、艦名はオスリャービャと改めた。なお、僚艦BDK-11もこのときペレスヴェートに艦名を改めている。
2021年11月28日には、ナヌチュカ型コルベットと共に宗谷岬西140kmを航行するのを、海上自衛隊第2航空群のP-3C哨戒機が確認した。
2024年6月18日、ウダロイ級駆逐艦「アドミラル・パンテレーエフ」、「ペレスヴェート」と共に渡島大島の南西沖約50kmを東に向かうのを海上自衛隊が発見し、P-3C哨戒機とえのしま型掃海艇「えのしま」が接触して監視と情報収集を行った。